# Alfred Böckmann
Alfred Böckmann (* 10. Januar 1905 in Essen; † 10. Dezember 1995 in Weimar) war ein deutscher Komponist und Hochschullehrer.
Böckmann studierte an der Kölner Musikhochschule bei Wilhelm Maler, Philipp Jarnach und Walter Braunfels und an der Folkwangschule Essen, wo er von 1938 bis 1952 Dozent war. Seit 1952 war er Professor für Komposition und Tonsatz an der Hochschule für Musik Franz Liszt Weimar. Böckmann trat als Komponist von Opern und Ballettmusik hervor. Sein Nachlass befindet sich in der Musikabteilung des Goethe- und Schiller-Archivs der Klassik Stiftung Weimar.

## Werke (Auswahl)

### Kompositionen

#### Orchestermusik
- Bilder aus einem Märchenbuch, 1945
- Aus deutscher Märchenwelt, 1951
- Sinfonische Skizze, 1953
- Meininger Festmusik, 1953
- Sinfonie, 1956
- Sinfonietta 1789, 1961
- Konzert für Streichorchester, 1964

#### Kammermusik
- 3 Streichquartette, 1945, 1962, 1972
- Kompositionen für Mandolinenterzett

#### Klaviermusik
- Suite
- Neun zweistimmige Stücke für den Anfang
- Zwölf leichte Stücke
- Klaviermusik für Haus und Unterricht

#### Opern
- Doktor Eisenbart, 1947
- Florian Geyer, 1959

#### Ballettmusik
- Der Zauberer, 1934
- Der Schneider von Burgund, 1938
- Angela Borgia, 1939
- Die Bürger von Schilda, 1954

#### „Kantaten“
- Sinfonische Kantate, 1930
- Es weht der Wind von Ost nach West, 1951
- Danksagung, 1952

### Schriften
- Modulationslehre, Pro Musica Verlag Leipzig, Berlin, 1953